# Membrana basale glomerulare
La membrana basale glomerulare (MBG), nel rene, è la parte della parete dei capillari glomerulari maggiormente responsabile del processo di filtrazione. Attraverso di essa il sangue circolante nel capillare, dopo aver superato la prima barriera rappresentata dall'endotelio glomerulare, viene filtrato in base alle dimensioni ed alla carica elettrica delle molecole che lo costituiscono.

## Struttura
Al microscopio elettronico la MBG appare formata da tre strati:
| Strato              | Posizione                            | Composizione                    | Funzione                                     |
| Lamina rara esterna | adiacente alla membrana dei podociti | eparan solfato                  | filtra per carica elettrica                  |
| Lamina densa        | parte centrale scura                 | collagene di tipo IV e laminina | filtra in base alle dimensioni (PM > 69,000) |
| Lamina rara interna | adiacente alle cellule endoteliali   | eparan solfato                  | filtra per carica elettrica                  |

Lo spessore della membrana è maggiore nell'uomo (circa 370 nm) che nella donna (circa 320 nm).

## Funzione
La superficie interna della MBG è a contatto con l'endotelio fenestrato del capillare glomerulare, che opera una prima selezione bloccando all'interno del vaso la parte corpuscolata del sangue e alcune macromolecole. La membrana basale possiede una carica elettrica negativa dovuta ai glicosaminoglicani che la compongono; grazie a questa proprietà, le molecole con carica negativa (come ad esempio l'albumina) attraversano la membrana con difficoltà, al contrario di quelle con carica neutra o positiva.

## Patologie
La sindrome di Goodpasture, una forma di glomerulonefrite associata ad emorragie polmonari, è causata dalla presenza in circolo di anticorpi anti-MBG che si depositano nelle membrane basali dei glomeruli e dei polmoni. Questi anticorpi riconoscono come antigene la catena alfa-3 del collagene IV presente nelle membrane basali, attivando il sistema del complemento e quindi i meccanismi dell'infiammazione e della coagulazione, responsabili delle manifestazioni renali e polmonari della malattia.

Nella nefropatia diabetica, una frequente complicanza a lungo termine del diabete mellito, la membrana basale glomerulare subisce alterazioni strutturali dovute ad una diminuita sintesi di proteoglicani, che comportano una riduzione delle cariche elettriche negative sulla superficie della membrana. Tale alterazione, come già detto, favorisce il passaggio di albumina nelle urine (primo segno clinico della nefropatia diabetica).